# Prefectura Ehime
Prefectura Ehime (愛媛県 Ehime-ken?) este o prefectură în Japonia.

## Geografie

Harta prefecturii Ehime

### Municipii
Prefectura cuprinde 11 localități cu statut de municipiu (市):
| - Imabari - Iyo - Matsuyama (centrul prefectural) - Niihama | - Ōzu - Saijō - Seiyo - Shikokuchūō | - Tōon - Uwajima - Yawatahama |

1. ↑   https://www.nga.gr.jp/app/chijifile/generations/38/ Lipsește sau este vid: |title= (ajutor)